# Верхняя Сава
Верхняя Сава — село в Куединском районе Пермского края. Входит в состав Шагиртского сельского поселения.

## Географическое положение
Расположено на реке Сава, правом притоке реки Буй, примерно в 39 км к северо-западу от Куеды.

## История
Известна с 1800 года как «деревня (починок) Сава на речке Асаф». Деревня была основана крестьянами из Вятской губернии. В 1834 году здесь была заложена каменная Богоявленская церковь. Окончание строительства церкви произошло в 1836 году. Правый (Свято-Николаевский) придел освящён 6 декабря 1836 года, левый (Пророко — Ильинский) 20 июня 1841 года, главный (Богоявленский) 6 января 1844 года. Сооружена на средства департамента уделов и прихожан. Обгорела в 1918 году, а 23 декабря 1935 года была закрыта. В 1944 году принято решение разобрать её на стройматериалы.

## Экономика
В селе находится действующий СПК «Новый путь», председателем которого является Маркушева Ирина Юрьевна.
Также имеются филиал ОАО «Сбербанк России», филиал Чайковского почтамта, индивидуальные предприниматели.

## Население
| 2010 |
| ---- |
| 488  |

## Топографические карты
- Лист карты P-40-123.